# Rampart Casino
Rampart Casino – kasyno o powierzchni 4.600 m², działające w Las Vegas, w amerykańskim stanie Nevada. Na mocy dziesięcioletniej umowy dzierżawy, obecnym zarządcą obiektu jest korporacja Cannery Casino Resorts. W Rampart istnieje również centrum zakładów sportowych.

## Historia
Kasyno zostało otwarte w lipcu 1999 roku i od tego czasu czterokrotnie zmieniało nazwę; obecną nosi od 2002 roku. 
22 kwietnia 2009 roku Rampart stał się pierwszym obiektem w Stanach Zjednoczonych, który zainstalował punkt ładowania samochodów elektrycznych dla swoich graczy. System, zaprogramowany przez EV Charge America, stanowi serwis subskrypcji, który do identyfikacji wykorzystuje karty RFID. 

## Rampart w mediach
Kasyno wykorzystane zostało w pierwszych siedmiu seriach serialu telewizji CBS, CSI:Crime Scene Investigation. Rampart stanowił tam własność magnata Sama Brauna – ojca Catherine Willows.